# اونگا، فوکوئوکا
اونگا، فوکوئوکا (به لاتین: Onga, Fukuoka) یک منطقهٔ مسکونی در ژاپن است که در استان فوکوئوکا واقع شده‌است. اونگا ۱۸٬۷۶۲ نفر جمعیت دارد.